# Kunstmatige selectie

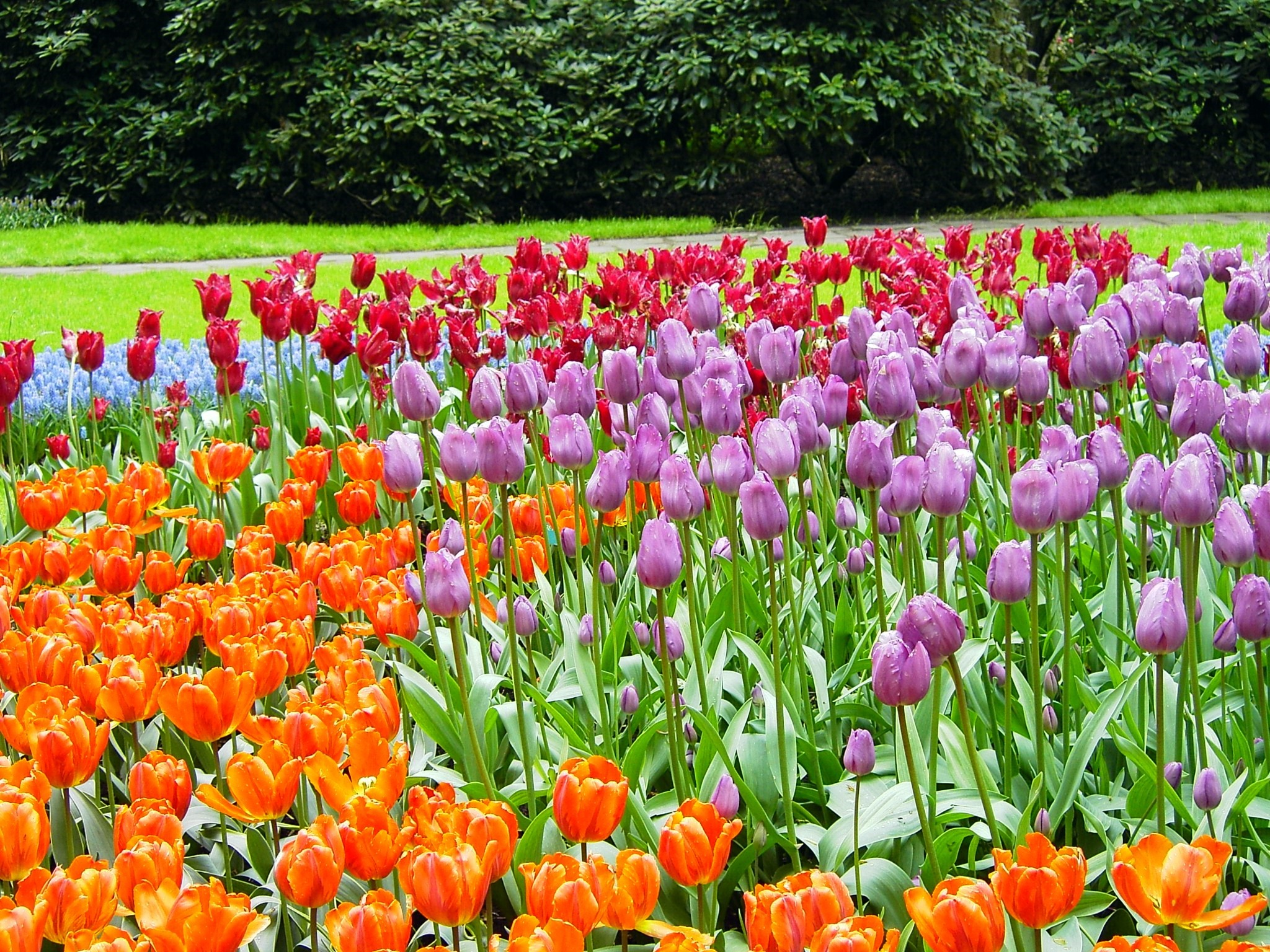
De verschillende rassen tulpen in de Nederlandse Keukenhof zijn het product van kunstmatige selectie.

Kunstmatige selectie is in de biologie het selectiemechanisme waarmee bepaalde gewenste eigenschappen of een combinatie van eigenschappen bewust worden geselecteerd bij de domesticatie en het fokken, teelt en veredeling van planten en dieren. 
Kunstmatige selectie wordt als tegenhanger gezien van natuurlijke selectie, het mechanisme waarmee in de natuur individuen worden geselecteerd die beter aangepast zijn aan hun natuurlijke omgeving. Beide processen hebben dezelfde genetische principes en achtergrond.
Het begrip kunstmatige selectie werd voor het eerst gebruikt door Charles Darwin. Hij zag dat veel gedomesticeerde soorten en rassen eigenschappen hebben die opzettelijk door de mens zijn geselecteerd bij het fokken of kweken. De mens selecteert de individuen met de gewenste eigenschappen om nageslacht te krijgen, waardoor deze eigenschappen steeds vaker voor gaan komen.